# Ganges (schip, 1882)
De Ganges was een schip van de Nourse Line en het tweede dat de naam Ganges kreeg; de eerste Ganges werd gebouwd in 1861 en verging in 1881.
De Ganges was een ijzeren zeilschip met een gewicht van 1529 ton. Het werd gebouwd door Osbourne, Graham & Company uit Sunderland en op 25 maart 1882 te water gelaten. Het was 73 meter lang, 11,3 meter breed en 6,9 meter diep.

## Reizen
De Ganges maakte drie reizen naar Fiji; de eerste op 27 juni 1885 met 523 Indiase contractarbeiders. Op 3 september 1899 kwam het voor de tweede maal aan, met 464 Indiase contractarbeiders, en ten slotte op 21 juni 1900 met 554 passagiers. Het maakte ook reizen naar West-Indië en arriveerde op 25 november 1890 in Trinidad met 568 passagiers en op 23 april 1889 in Suriname.

## Astersen einde
Het schip werd in 1904 verkocht aan Noorse eigenaren en omgedoopt tot Asters.
Tijdens de Eerste Wereldoorlog werd het schip op 28 mei 1917 getorpedeerd en in de Atlantische Oceaan tot zinken gebracht door de onderzeeër van de Kaiserliche Marine SM UC-150. Dit gebeurde op 240 kilometer ten noordwesten van de Scilly-eilanden. Het was toen op reis van Le Havre naar Philadelphia, met een lading olie en was. Alle opvarenden hebben de aanval overleefd.